# IMI Galil
Galil este un pistol-mitralieră de calibrul 5,56 mm dezvoltat de IMI (Israel Military Industries).

## Istorie

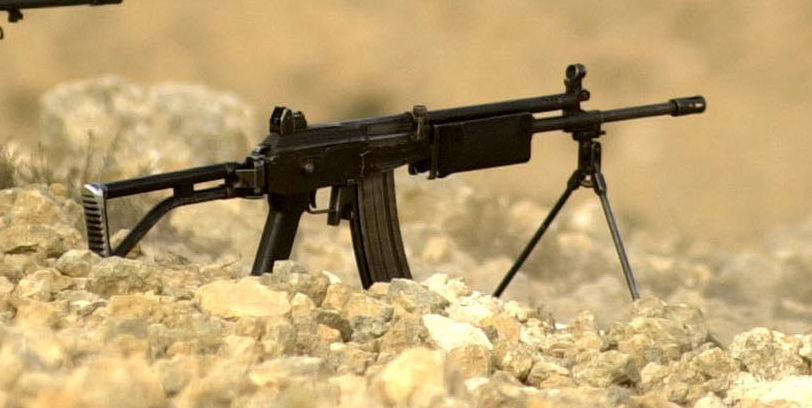
Automatul IMI Galil în serviciu israelian.

Forțele Armate ale Israelului, în baza experienței din Războiul de Șase Zile și datorită deficiențelor în luptă constatate la pușca de fabricație belgiană FN FAL folosită până atunci, a început dezvoltarea unui automat care să răspundă tuturor cerințelor impuse. Printre condițiile de bază impuse era ca fiabilitatea să fie la nivelul automatului AK-47, care la inamicii arabi funcționa excelent. Israelul a început testele cu pistolul-mitralieră M16A1, noul (Stoner 63 dezvoltat de Eugene Stoner, Heckler & Koch HK33 german și o armă israeliană proiectată de Uziel Gal. Brigada Golani a testat armele în condiții de deșert deosebit de dure și, în baza testelor, Israelul a ales o carabină asemănătoare cu AK-47, de fapt era un hibrid, pentru producția de serie. Arma a fost denumită Galil după proiectantul șef Israel Galil și a intrat în dotarea armatei israeliene în anul 1973.

## Variante

### Galil AR
Este varianta de bază a familiei Galil.

### Galil SAR
Este o variantă cu țeavă mai scurtă (carabină, 332 mm). 

### Galil ARM
Este varianta de bază dotată cu crăcan pliabil, mâner de lemn mai mare și curea pentru purtare. Crăcanul poate fi folosit și pentru tăiat sârmă.

### Galil MAR
MAR, sau Micro Galil este cea mai mică și compactă variantă a familiei fără crăcan și curea pentru purtare. A fost proiectat pentru poliție și unități speciale.

### Alte variante
- Magal - pentru poliție.
- SR-99 - varianta modernizată a lui Galil Sniper.
- Golan - versiune pentru civili.
- Galil ACE - o nouă generație proiectat de industria militară columbiană.